# Saint-André-en-Morvan
Saint-André-en-Morvan é uma comuna francesa na região administrativa de Borgonha-Franco-Condado, no departamento Nièvre. Estende-se por uma área de 22,73 km². Em 2010 a comuna tinha 315 habitantes (densidade: 13,9 hab./km²).